# 穆祥雄
穆祥雄（1935年—），男，回族，天津人，中国游泳运动员。

## 生平
穆祥雄自幼学习游泳，1953年入选中国国家游泳队，1958年和1959年数次打破男子100米蛙泳世界纪录，成为第一个打破游泳世界纪录的中华人民共和国运动员。1961年退役后，穆留队成为教练，1965年一度赴越南执教当地运动员。1971年-1973年在北京体育大学任教，1979年后任中国游泳协会副主席。

## 家庭
父亲穆成宽，哥哥穆祥英，弟弟穆建华、穆建国大姐穆秀兰，二姐穆秀珍，妹妹穆秀英。堂兄弟穆祥豪、穆祥杰。